# Wilhelm IX. (Aquitanien)

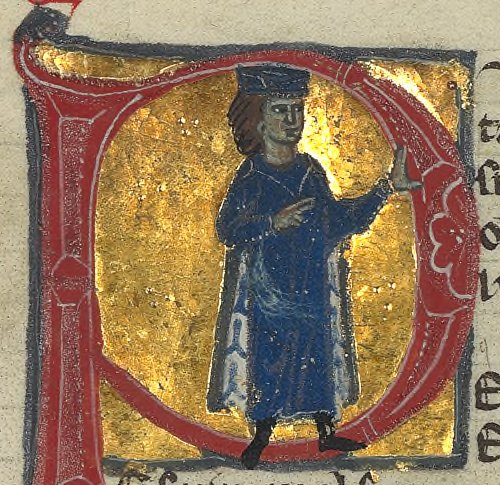
der erste Trobador
„Lo Coms de Peit(i)eus“, Guillem VII, Autorenporträt aus dem illumierten Chansonnier provençal „K“. Die historisierte Initiale „P“ markiert das Incipit der „canso“: « Pos de chantar m'es pres talens » (BdT 183,10). BnF ms. fr. 12473, folio 128r (13. Jh.) (Gallica).

Wilhelm IX. (* 22. Oktober 1071; † 10. Februar 1126), bekannt als der erste Trobador (BdT 183), war Herzog von Aquitaniens und der Gascogne, sowie Graf von Poitou.
„Lo coms de Peiteus“ ist der erste namentlich bekannte Troubadour, Gründervater der Trobadorlyrik. In der Literaturgeschichte wird er als „trovatore bifronte“, als doppelgesichtiger Trobador, bezeichnet, weil er einerseits derb-vulgäre, „unhöfische“ Lieder und andererseits feinsinnige, „höfische“ Kanzonen gedichtet hat, in denen zum ersten Male das Ideal der höfischen Liebe, des „amour courtois“, die Liebesideologie der „fin’amors“ vorgestellt wurde.
Wilhelm IX., Herzog von Aquitanien, ist der Stammvater einer bedeutenden dynastischen Linie, Großvater Eleonores von Aquitanien, der berühmten Mäzenin, „Königin der Troubadoure“, Herzogin von Aquitanien, Königin von Frankreich, dann von England. „Lo coms Guilhem VII de Peitieus“ ist somit auch Urgroßvater zweier englischer Könige, des Troubadour-Königs Richard Löwenherz (BdT Nr. 420) und des Königs Johann Ohneland, beide Söhne seiner Enkelin Eleonore.
Seine Urenkelin Marie de Champagne, Tochter Eleonores aus ihrer Ehe mit dem französischen König Ludwig VII., war wie ihre Mutter eine Literaturmäzenin. An ihrem Gräflichen Hofe in Troyes förderte sie den Trouvère Chrétien de Troyes, den Begründer des „Höfischen Romans“, der durch seine fünf Versromane über die „Ritter der Tafelrunde“ weltberühmt wurde und dessen Werk die gesamte abendländische Epik seit dem Hochmittelalter bis in die Neuzeit beeinflusst.
In der Okzitanistik (Provenzalistik) gilt Herzog Wilhelm IX. von Aquitanien, der VII. Graf von Poitiers, als Autor der elf Lieder eines in den „Chansonniers“, den illuminierten altprovenzalischen Liederhandschriften, nicht näher bestimmten „Coms de Peit(i)eu(s)“.

## Leben als Herrscher
Wilhelm war ein Sohn Wilhelms VIII. von Aquitanien aus dessen dritter Ehe mit Hildegard (Audéarde) von Burgund, der Tochter Roberts I., Herzog von Burgund. Nach dem Tod seines Vaters übernahm er 1086 die Herrschaft - in Aquitanien und der Gascogne als Herzog Wilhelm IX und in Poitou als Graf Wilhelm VII. Damit besaß er „mehr Land als der französische König Philipp I., dem er sich spät erst als Kronvasall beugte“.
1089 heiratete er Irmgard von Anjou (frz.: « Ermengarde d’Anjou »), die Tochter Fulkos IV., Graf von Anjou, genannt „der Zänker“ (frz. « le Rechin »). Die kurze Ehe blieb kinderlos. 1091 wurde sie annulliert.
1094 ging er seine zweite Ehe ein, mit Philippa, der Tochter Wilhelms IV., des Grafen von Toulouse. Diese zweite, kinderreiche Ehe führte ihn in langanhaltende Konflikte mit der Familie der Gattin.
1098 besetzte Wilhelm erstmals Toulouse.
1099 trat er seine Rechte gegen eine finanzielle Kompensation an einen Neffen der Gattin, Graf Bertrand von Saint-Gilles, ab. Das Geld floss vor allem in den „kleinen Kreuzzug von 1101“, an dem sich Wilhelm an der Seite von Welf IV. beteiligte.
1101 In Herakleia wurde sein Heer in einem Hinterhalt von seldschukischen Streitkräften vollkommen aufgerieben. Der Chronist Ordericus Vitalis berichtet – sicherlich übertrieben – von 300.000 Toten.
1102 konnte sich Wilhelm mit Begleitern über Antiochia nach Jerusalem durchschlagen und gelangte im Herbst nach Frankreich zurück.
1103 unterstützte Wilhelm Fulko IV., Graf von Anjou, genannt „der Zänker“ («le Rechin»), in dessen Auseinandersetzungen mit seinem Sohn Gottfried Martell – eine Unternehmung, die zu seinen Ungunsten ausging, als die Kontrahenten sich einigten. Wilhelm musste mehrere Burgen in der Saintonge aufgeben, konnte jedoch 1107 deren Rückgabe durch die Gefangennahme Fulkos V. von Anjou erzwingen.
1108 beim Amtsantritt Ludwigs VI. verweigerte Herzog Wilhelm dem neuen französischen König die Lehnshuldigung.
1112 als Bertrand von Saint-Gilles im Heiligen Land starb, erneuerte Wilhelm seine Ansprüche auf Toulouse. 1113 nahm er die Stadt zum zweiten Mal ein.
1114 Kirchenbann: Bischof Peter I. von Poitiers exkommunizierte Wilhelm, weil der Herzog steuerliche Kirchenprivilegien zugunsten der Staatskasse angetastet hatte.
1115 verstieß Wilhelm seine Ehefrau Philippa, die sich in das Kloster Fontevrault zurückzog. Wilhelm hatte sich in die « Dange(i)rosa de L’Isle Bouchard » (Dangeirosa bedeutet wörtlich: die Gefährliche) verliebt, später genannt « La Maubergeonne ». Die Ehefrau seines Vasallen, des benachbarten Vizegrafen von Châtellerault, Aimery I. Wilhelms ehelicher Sohn, der spätere Wilhelm X. heiratete 1121 die eheliche Tochter Aimerys I. und der Dangeirosa, Aénor von Châtellerault. Aénors und Wilhelms X. Tochter war die berühmte Eleonore von Aquitanien, Königin von Frankreich, dann von England, die offensichtlich die Liebe zur Poesie und das ungestüme Temperament ihrer ehebrecherischen Großeltern geerbt hatte. Eleonore förderte als Mäzenin am französischsprachigen (anglonormannisch) englischen Hof und am Hofe zu Poitiers Trobadordichtung und Minnesang (siehe Marie de France). Eine ihrer Töchter, Marie de Champagne, setzte das Literaturmäzenatentum ihrer Mutter fort und unterstützte unter anderem den großen Epiker und Trouvère Chrétien de Troyes.
1119 auf dem Konzil zu Reims klagte Philippa 1119 ihren Gatten des Ehebruchs an – ein Ereignis, mit dem Wilhelms spanischer Kriegszug in Verbindung gebracht wird (als mutmaßliche Sühneleistung). Gemeinsam mit Alfons I., dem Krieger (« el Batallador »), dem König von Aragón, eroberte Wilhelm in Spanien Calatayud.
1120 Bedeutender Sieg über die Mauren in der „Schlacht von Cutanda“ (Provinz Teruel) im Rahmen der Reconquista. An der Seite Alfons’ I., des Kriegers, bereitete Herzog Wilhelm den Almoraviden eine vernichtende Niederlage.
Das Bündnis mit Alfons I. hatte allerdings keinen Bestand. Wilhelm wechselte in den Auseinandersetzungen um Toulouse zwei Jahre später die Fronten, angewiesen auf die Unterstützung Raimund Berengars III., Graf von Barcelona, gegen Alphonse Jourdain von Toulouse.
Gegen Ende seines Lebens verlor Wilhelm Toulouse endgültig.
1126 oder 1127 (widersprüchliche Quellenangaben), am 10. Februar, starb Wilhelm IX. 56-jährig in der Nähe von Blaye.
Im Gegensatz zu seiner glücklosen Politik stehen seine prunkvolle Hofhaltung, sein großzügiges Mäzenatentum und seine schöpferischen Leistungen als Poet, als Begründer der Trobadorlyrik, als Erfinder des Ideals der „höfischen Liebe“, des « amour courtois ».
Der französische Romanist und Mediävist Jean-Charles Payen findet, dass der herzogliche Trobador Guilhem IX mehr Beachtung verdiene:

« Le personnage a l’envergure d’un héros; il invite les dramaturges et les scénaristes à lui redonner corps et vie; il devrait être aussi populaire qu’Astérix ou que D’Artagnan. Qui saura le dépoussiérer ? Qui le sortira des bibliothèques pour le révéler au grand jour ? »

„Dieser Charakter hat die Größe eines Helden. Er lädt Dramatiker und Drehbuchautoren ein, ihn wieder lebendig werden zu lassen. Er sollte ebenso populär sein wie Asterix oder D’Artagnan. Wer wird es vermögen, ihn zu ‚entstauben‘? Wer wird ihn aus den Bibliotheken herausholen, um ihn ans große Licht zu bringen?“

### Nachfahren
Aus der Ehe mit Philippa gehen vier Kinder hervor:
1. Wilhelm X., sein Nachfolger als Herzog von Aquitanien. 1121 heiratet er Aénor de Châtellerault. Aus dieser Ehe wird 1122 Eleonore von Aquitanien geboren.
2. Raimund von Poitiers (1099–1149),[17] Fürst von Antiochia
3. Heinrich, Prior zu Cluny, Abt von Peterborough Abbey
4. Agnes von Aquitaine[18] (auch genannt: Inés von Poitou), heiratete Ramiro II. von Aragón.

## Wirken als Dichter

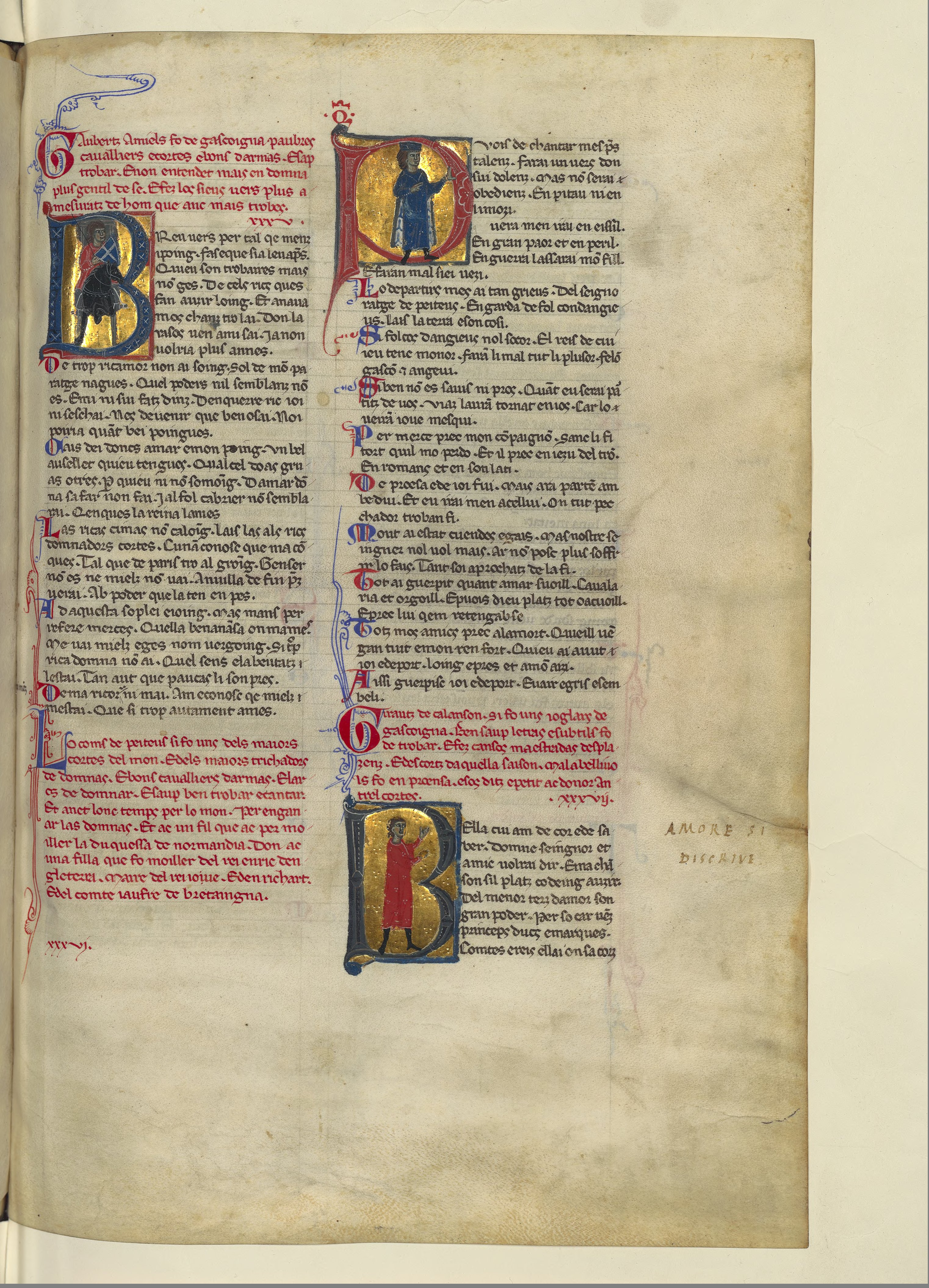
„Vida“ in roter Farbe, links unten: « Lo coms de perteus si fo uns dels maiors cortes del mon e dels maiors trichadors de domnas … » — „Chansonnier provençal K“; BnF, ms. fr. 12473, folio 128r; aus der zweiten Hälfte des 13. Jahrhunderts Gallica

### Anonyme Vida
In einer wenige Zeilen umfassenden, anonymen Vida, einer Lebensbeschreibung aus dem 13. Jahrhundert, heißt es über den Grafen von Poitiers:

« Lo coms de Peitieus si fo uns dels majors cortes del mon e dels majors trichadors de dompnas, e bons cavalliers d’armas e larcs de dompnejar; e saup ben trobar e cantar. Et anet lonc temps per lo mon per enganar las domnas.
 Et ac un fill, que ac per moiller la duquessa de Nomandia, don ac una filla que fo moiller del rei Enric d’Engleterra, maire del rei Jove et d’En Richart et del comte Jaufre de Bretaigna. »

„Der Graf von Poitiers war einer der größten Edellleute auf dieser Welt und einer der größten Frauenbetrüger. Er war ein sehr wehrhafter Ritter. Er verstand es, gut zu dichten und zu singen; und zog lange durch die Welt, um Frauen zu verführen.
Und er hatte einen Sohn, dessen Frau [Aénor de Châtellerault] Herzogin der Normandie war, mit der er eine Tochter hatte, welche die Frau des Königs Heinrich von England war. Sie war Mutter des ‚jungen Königs‘, Richards und Jaufrés, des Grafen der Bretagne.“

### Erster Trobador
Literaturgeschichtlichen Ruhm errang Wilhelm IX. von Aquitanien, als Okzitanisten ihn als den „ersten“ Trobador identifizierten, von dem die Forschung bis heute weiß. Demnach ist er auch der erste bisher namentlich bekannte weltliche Lyriker des christlichen Europas, der in einer Volkssprache dichtete:

« C’est un juriste et historien toulousain, Antoine Dadin de Hauteserre qui, le premier, dans un livre publié en 1657, a suggéré que Guillaume IX était l’auteur des poèmes. …
 Il n’est probablement pas excessif de conclure que ‹ la simple phrase › de Dadin de Hauteserre en 1657 a eu un impact exceptionnel sur l’histoire littéraire de la France. »

„Es war ein Jurist und Historiker aus Toulouse, Antoine Dadin de Hauteserre, welcher als erster in einem 1657 erschienenen Buch die Hypothese äußerte, dass Wilhelm IX. der Verfasser der Gedichte sei. …
Es ist wohl nicht übertrieben, daraus zu schließen, dass ‚der einfache Satz‘ Dadins de Hauteserre von 1657 eine einschlagende Wirkung auf die französische Literaturgeschichtsschreibung gehabt hat.“

Nur iberoromanische, mozarabischen Chardschas aus al-Andalus zeigen noch ältere Zeugnisse von Lyrik in romanischer Volkssprache:

„Die älteste erhaltene romanische Chardscha steht in einer von dem jüdischen Dichter Yosef al-Katib verfassten Muwaššaḥa, die vor dem Jahre 1042 entstanden ist. Damit kommen wir ein halbes Jahrhundert hinter die ältesten Trobadorlieder, die von Wilhelm von Aquitanien etwa um 1100 verfasst wurden.“

Elf Lieder (cansos) in stilisierter altokzitanischer Sprache werden Guilhem, dem VII. Grafen von Poitiers zugeschrieben. Diese im limousinischen Dialekt hochstilisierte Literatursprache wurde seitdem zu einer altprovenzalischen Koine, Verkehrssprache.

„Cansos oder vers sind lyrische Gedichte, deren Strophen jeweils von gleicher Struktur sind, mit einer dazu erfundenen Melodie. Silbenzahl, Anzahl de Verszeilen, sowie die Disposotion der Reime sind im Strophenmodell weitgehend freigestellt. Beschlossen wird das Lied meist von einer repetierenden Strophe, der «tornada», die den Envoi enthält, der nennt, an wen es sich wendet.“

### Elf „cansos“
Die erhaltenen Handschriften, welche Vidas und das Textkorpus der elf Lieder enthalten, welche von den Literaturgeschichtlern Wilhelm IX. zugeschrieben werden, sprechen jeweils nur von einem «Coms de Peitieus», ohne genau anzugeben, um welchen Grafen von Poitiers es sich handelt.
In diesem Artikel folgen die Nummerierung der Gedichte und die altprovenzalische Textwiedergabe der kritischen Edition von Alfred Jeanroy.
I.      Companho faray un vers … covinen

II      Compaigno, non puosc mudar qu’eo no m’effrei

III     Companho, tant ai agutz d’avols conres

IV     Farai un vers de dreyt nien

V      Farai un vers pos mi sonelh

VI     Ben vuelh que sapchon li pluzor

VII    Pus vezem de novelh florir

VIII   Farai chansoneta nueva

IX     Mout jauzens me prenc en amar

X      Ab la dolchor del temps novel

XI     Pos de chantar m’es pres talentz
Gefährten, ich werde ein schicklich’ Lied dichten

Gefährten, ich kann nicht verhindern, dass ich mich erschrecke

Gefährten, ich habe so viele Enttäuschungen gehabt

Ich werde ein Lied über gar nichts dichten

Ich werde ein Lied dichten, da ich schläfrig bin

Ich möchte, dass alle wissen

Da sehen wir es von neuem blühen

Ich werde ein neues Lied dichten

Große Freude ergreift mich, wenn ich liebe

Mit der Milde der neuen Jahreszeit

Da mir die Lust gekommen ist, zu singen

### „Trovatore bifronte“, der Doppelgesichtige
In Wilhelms «Cansos» spiegeln sich die verschiedenen Gesichter des Grafen von Poitiers wider. Deshalb nannte ihn der italienische Romanist Pio Rajna im Titel seines vielzitierten Aufsatzes Guglielmo conte di Poitiers trovatore bifronte, den doppelgesichtigen Trobador. Denn neben höfisch gezügelten, Liedern, welche in feingeistigen Tönen die fin'amors (altokzitanische Bezeichnung für die höfische Liebe) rühmen, stehen ausgesprochen sinnenfreudige bis derb obszöne Companho-Lieder, in denen der Dichter mit seiner Potenz prahlt.
Zum Beispiel vergleicht er in der dritten Strophe der Canso n° I, dem „Stutengedicht“, Companho, faray un vers covinen („Gefährten, ich werde ein schicklich' Lied dichten“), seine beiden Geliebten Agnes und Arsène mit Stuten:
V7 Dos cavalhs ai a ma selha ben e gen;

V8 Bon son e adreg per armas e valen;

V9 Mas no ls puesc amdos tener que l'us l'autre non cossen.
Unter meinen Sattel habe ich zwei Pferde und das ist gut so;

Beide sind zum Kampf dressiert und tapfer;

Doch kann ich beide nicht zusammen halten, denn das eine erträgt das andere nicht.
— Les Chansons de Guillaume IX Duc d'Aquitaine, éditées par Alfred Jeanroy, Éditions Honoré Champion Paris 1964, 2e édition revue, S. 1.
Unter seinem anderen, dem romantischen Gesicht, schuf der Herzog die erste höfische Lyrik (Cansos n° VII, VIII, IX, X):

„In einer dramatischen Umkehr der tradierten Gepflogenheiten und Geschlechterrollen gewährte Wilhelm der Frau Macht über den Mann. … Die Geliebte wurde als Herrin angesehen, er man gehorchen musste.“

Neuere Arbeiten erkennen sogar drei verschiedene Gesichter in Wilhelms Liedern und sprechen deshalb von einem trovatore trifronte:

„Diese Auffassung [von Pio Rajna] hat mehrere Schattierungen erhalten. Neuere Arbeiten sprechen eher von einem Experimentieren Wilhelms mit unterschiedlichen Stillagen und Inhalten auf der Suche nach einem verbindlichen Thema für die Liebesdichtung. Wilhelms Dichtung offenbart drei Zugriffsweisen auf die Liebesdichtung, die dazu veranlassen, von einem trovatore trifonte zu sprechen.“

So sind Wilhelms berühmteste Verse, das „dunkle“ Rätselgedicht (altokzitanisch: devinalh), die Canso n° IV, Farai un vers de dreyt nien („Ich werde ein Lied über rein gar nichts machen“) weder dem erotisch-sinnlichen, unhöfischen noch dem spirituelle, höfischen Gedicht des Trobadsors zuzuordnen. In der Provenzalistik spricht man hier von einer Kategorie des Trobar clus, der verschlossenen, hermetischen, dunklen Poesie:

„Der dunkle Stil gehört zu den bedeutsamsten Erscheinungen der altprovenzalischen Literatur.“

Diese Canso n° IV:

„ist eines jener altprovenzalischen Gedichte, die der Provenzalistik bis heute am meisten Kopfzerbrechen bereitet haben und deren Erhellung von der Forschung immer aufs neue versucht wurde.“

In diesem Lied thematisiert Wilhelm selbstreferentiell, paradox, den poetischen Schaffensprozess und parodiert ihn zugleich:
V1 Farai un vers de dreyt nien :

V2 Non er de mi ni d'autra gen,

V3 Non er d'amor ni de joven,

V4 Ni de ren au,

V5 Qu'enans fo trobatzen durmen

V6 Sobre chevau.
Ich werde ein Lied über rein gar nichts machen:

Weder über mich noch über andere,

Weder über die Liebe noch über die Jugend,

Noch über anderes,

Ich habe es im Schlaf gedichtet

Auf einem Pferd.

### Canso V, ein „unhöfisches“ Lied
(Canso n° V. — FARAI UN VERS POS MI SONELH) (BdT 183,12)

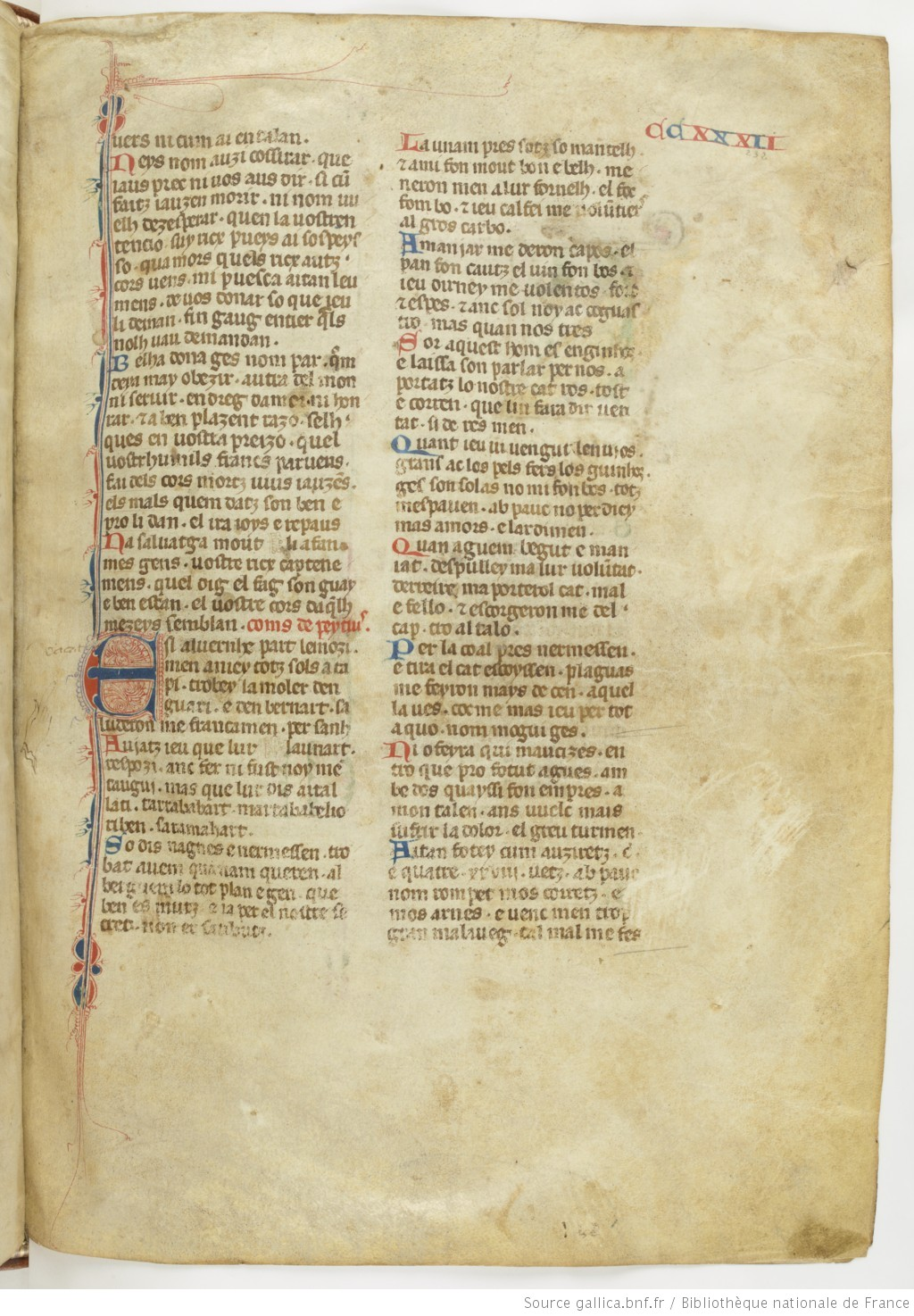
Canso n° V. Ab der III. Strophe: « En alvernhe part Lemozi ». Handschrift « C », BnF, français 856, folio 232r: Digitalisat auf Gallica. (1301–1400).
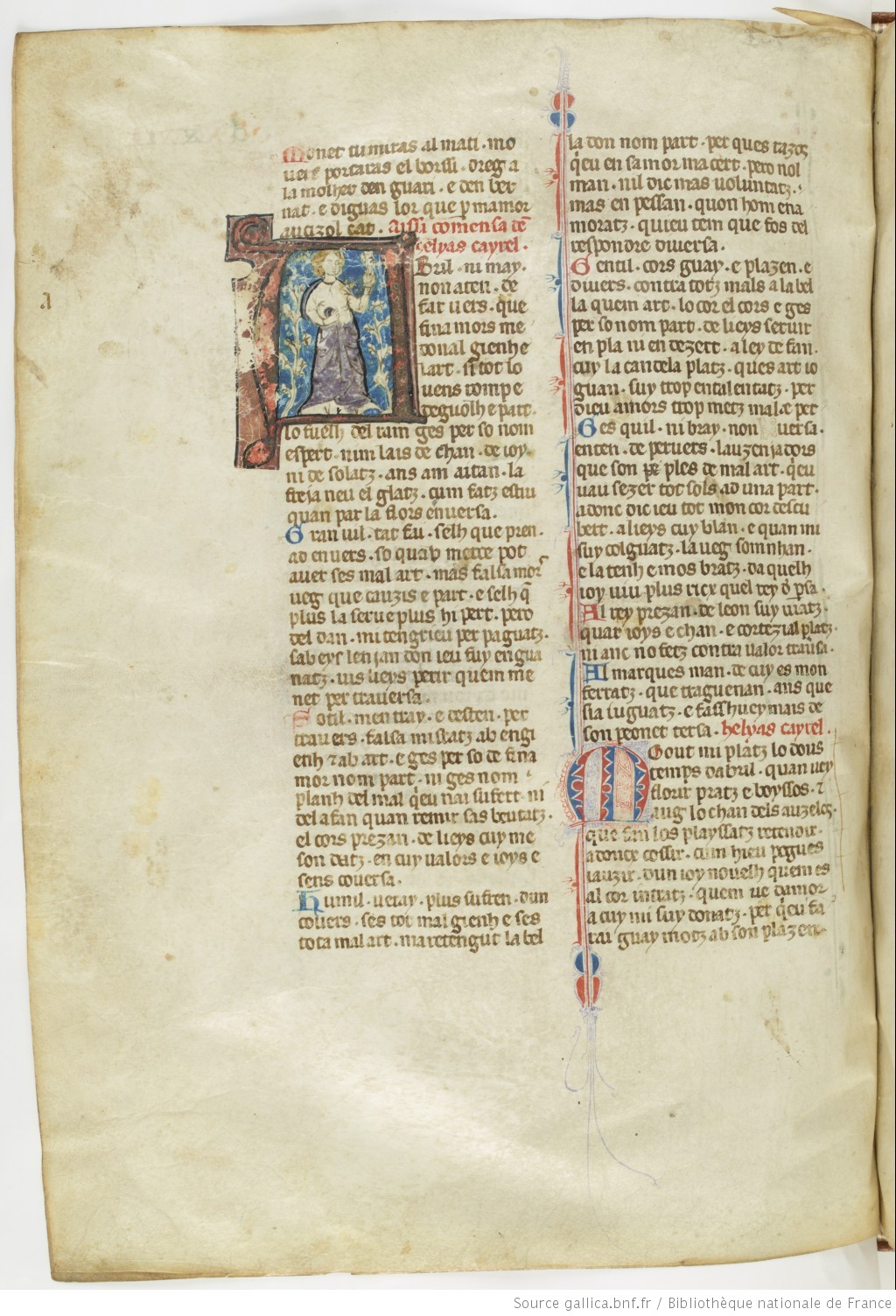
Canso n° V. Letzte Strophe: « Monet, tu m'iras al mati ». Handschrift « C », BnF, français 856, folio 232v: Digitalisat auf Gallica. (1301–1400).

Das unhöfische Companho-Lied, die Canso n° V, ist in zwei Versionen überliefert: Handschriften V, N und N2 versus Handschrift « C ».
Alfred Jeanroy legt seiner Edition die Handschrift « V » zugrunde (Venise, Bibl. Marc. app. cod. XI.). Im Folgenden werden sowohl Jeanroys Text (Verse 01-86) als auch die wichtigsten Varianten der Handschrift « C » (C07-C12, C67-C72) wiedergegeben.
A. Jeanroy wagte es damals nicht aus Scham, die obszönen Stellen dieses pikanten Fabliaus, dieses Schwankgedichts, dieser prahlerischen „Gasconnade“ (okzitanisch: « un gap ») zu übersetzen.
I.

v01 Farai un vers, pos mi sonelh

v02 E-m vauc e m'estauc al solelh.

v03 Domnas i a de mal conselh,

v04 Et sai dir cals:

v05 Cellas c'amor de cavalier

v06 Tornon a mals.

II.

v07 Domna fai gran pechat mortal

v08 Qe no ama cavalier leal;

v09 Mas s'ama monge o clergal,

v10 Non a raizo:

v11 Per dreg la deuri'hom cremar

v12 Ab un tezo.

III.

v13 En Alvernhe, part Lemozi,

v14 M'en aniey totz sols a tapi :

v15 Trobei la moller d'dn Guari

v16 E d'en Bernart;

v17 Saluderon mi simplamentz

v18 Per san Launart.

IV.

v19 La una-m diz en son latin :

v20 « E, Dieus vos salf, don pelerin;

v21 Mout mi semblatz de bel aizin,

v22 Mon escient;

v23 Mas trop vezem anar pel mon

v24 De folla gent. »

V.

v25 Ar auzires qu'ai respondut;

v26 Anc no li diz ni ba ni but,

v27 Ni fer ni fust no ai mentagut,

v28 Mas sol aitan :

v29 « Babariol, babariol,

v30 Babarian ».

[Hier die Variante der obigen V. Strophe in Handschrift « C », dort II. Strophe]:

C07 Aujatz ieu que lur respozi;

C08 Anc fer ni fust no-y mentaugui,

C09 Mais que lur dis aital lati;

C10 « Tarrababart,

C11 Marrababelio riben,

C12 Saramahart ».

VI.

v31 So diz n'Agnes a n'Ermessen :

v32 « Trobat avem que anam queren.

v33 Sor, per amor Deu, l'alberguem,

v34 Qe ben es mutz,

v35 E ja per lui nostre conselh

v36 non er saubutz. »

VII.

v37 La una-m pres sotz son mantel,

v38 Menet m'en sa cambra, al fornel.

v39 Sapchatz qu'a mi fo bon e bel,

v40 E-l focs fo bos,

v41 Et eu calfei me volentiers

v42 Als gros carbos.

VIII.

v43 A manjar mi deron capos,

v44 E sapchatz ac i mais de dos,

v45 Et no-i ac cog ni cogastros,

v46 Mas sol nos tres,

v47 E-l pans fo blancs e-l vins fo bos

v48 E-l pebr'espes.

IX.

v49 « Sor, aquest hom es enginhos,

v50 E laissa lo parlar per nos :

v51 Nos aportem nostre gat ros

v52 De mantement,

v53 Qe-l fara parlar az estros,

v54 Si de re-nz ment.»

X.

v55 N'Agnes anet per l'enujos,

v56 E fo granz et ab loncz guinhos :

v57 E eu, can lo vi entre nos

v58 Aig n'espavent,

v59 Qu'a pauc non perdei la valor

v60 E l'ardiment

XI.

v61 Quant aguem begut e manjat,

v62 Eu mi despoillei a lor grat;

v63 Detras m'aporteron lo gat

v64 Mal e felon;

v65 La una-l tira del costat

v66 Tro al tallon.

XII.

v67 Per la coa de mantenen

v68 Tira-l gat, et el escoissen:

v69 Plajas mi feron mais de cen

v70 Aquella ves ;

v71 Mas eu no-m mogra ges enguers,

v72 Qui m'ausizez.

XIII.

v73 Sor diz n'Agnes a n'Ermessen,

v74 Mutz es, que ben es conoissen;

v75 Sor, del banh nos apareillem

v76 E del sojorn. »

v77 Ueit jorns ez encar mais estei «»

v78 En aquel forn.

XIV.

v79 Tant las fotei com auzirets:

v80 Cen e quatre vint et ueit vetz,

v81 Q'a pauc no-i rompei mos corretz

v82 E mos arnes;

v83 E no-us pues dir lo malaveg,

v84 Tan gran m'en pres.

XV.

v85 Ges no-us sai dir lo malaveg,

v86 Tan gran m'en pres.

[Die Variante der XV. Strophe in Handschrift « C », dort XII. Strophe,

enthält als Schluss folgende Geleit-Strophe, einen Envoi, die „Tornada“]:

C67 Monet, tu m'iras al mati,

C68 Mo vers portaras el borssi,

C69 Dreg al la molher d'en Guari

C70 E d'en Bernat,

C71 E diguas lor que per m'amor

C72 Aucizo-l cat.
I.

Ich werde ein Lied dichten, da ich schläfrig bin,

Und im Sonnenschein gehe und stehe;

Es gibt Damen, die schlecht beraten sind,

Und ich kann sagen, welche es sind:

Es sind die, welche die Liebe eines Ritters

schlechtmachen.

II.

Eine schwere Todsünde begeht die Dame,

Die keinen redlichen Ritter liebt;

Aber wenn sie gar einen Mönch oder Kleriker liebt,

Hat sie Unrecht:

Zu Recht sollte man sie brandmarken

Mit einem Schürhaken.

III.

In die Auvergne, jenseits des Limousin,

Zog ich ganz allein und unkenntlich:

Da traf ich die Ehefrau von Herrn Garin

Und [die Ehefrau] von Herrn Bernart;

Sie grüßten mich schlicht

Beim Heiligen Leonhard.

IV.

Die eine sagte mir in ihrem Latein [in ihrer Sprache]:

Gott sei mit Ihnen, Herr Pilger;

Sie scheinen in der Tat von schöner Natur zu sein,

Meiner Meinung nach;

Aber man sieht durch die Welt ziehen

verrückte Leute.

V.

Also, höret, was ich antwortete;

Ich sagte weder Buh noch Bäh

Und erwähnte weder Eisen noch [Pilger-]Stab

Sondern [sagte] nur soviel:

„Babariol, babariol,

Babarian.“

Hört, was ich Ihnen antwortete;

Ich erwähnte weder Eisen noch [Pilger-]Stab,

Aber ich sagte Ihnen [aital lati]:

„Tarrababart,

Marrababelio riben,

Saramahart.“

VI.

Schwester, sagte die Dame Agnes zur Dame Ermessen,

Wir haben gefunden, was wir suchen

Lasst ihn uns um Gottes Lohn beherbergen,

Denn er ist wohl stumm;

Und durch ihn wird unser Plan

Niemals offenkundig werden.

VII.

Die eine nahm mich unter ihren Umhang

Und führte mich in ihre Kammer, zum Ofen;

Wisset, dass es mir sehr gut tat,

Und das Feuer war gut,

Und ich wärmte mich gerne

An den dicken Kohlen.

VIII.

Zu essen gaben sie mir Masthähne,

Und wisset es gab mehr als zwei,

Und es gab da weder einen Koch noch Gehilfen,

Nur uns drei,

Und die Brote waren weiß und die Weine gut

Und der Pfeffer dick.

IX.

Schwester, dieser Mann ist ein Betrüger,

Wegen uns lässt er das Sprechen sein:

Holen wir unseren roten Kater

Jetzt sofort,

Er wird ihn augenblicklich zum Sprechen bringen,

Falls er irgendwie lügt.

X.

Dame Agnes ging das eklige Vieh holen,

Und es war groß und hatte lange Schnurrhaare:

Und ich, als ich es zwischen uns sah,

Bekam ich solche Angst,

Dass ich beinahe Schwung

Und Kühnheit verlor.

XI.

Nachdem wir getrunken und gegessen hatten,

Entkleidete ich mich auf ihren Wunsch.

Hinter mir brachten sie den Kater herbei,

Böse und verräterisch:

Die eine zog ihn von meiner Seite

Bis zur Ferse.

XII.

Jetzt, am Schwanz

Zieht sie den Kater, er kratzt;

Wunden brachten sie mir bei, mehr als hundert

Dieses Mal.

Aber ich machte nicht die geringste Geste,

Selbst wenn sie mich getötet hätten.

XIII

„Schwester“, sagt Dame Agnes zu Dame Ermessen,

„Stumm ist er, denn das ist gut zu erkennen.“

„Schwester, lasst uns ein Bad bereiten

Und stellen wir uns auf eine gute Zeit ein.“

Acht Tage und mehr blieb ich

In diesem Ofen.

XIV.

So oft habe ich sie gefickt, wie Ihr hören werdet :

Einhundertachtundachtzigmal,

So dass ich fast meine Gurte

Und mein Zaumzeug brach.

Und ich kann Euch nicht sagen, welche Erschöpfung

Eine wirklich große, mich davon befiel.

XV.

Sicher kann ich Euch nicht sagen, welche Erschöpfung,

Eine wirklich große, mich davon befiel.

Monet, bei Tagesanbruch, wirst Du aufbrechen,

Mein Lied wirst Du in der Tasche tragen,

Direkt zur Ehefrau des Herrn Guari

Und des Herrn Bernat,

Und Du wirst Ihnen sagen um meiner Liebe willen:

Tötet den Kater!

### Canso VII, ein „höfisches“ Lied
(Canso n° VII. — PUS VEZEM DE NOVELH FLORIR) (BdT 183, 11)
- Canso n° VII: Erste bis sechste Strophe « Pus vezem de novelh florir ». Handschrift « C », BnF, français 856, folio 231r: Digitalisat auf Gallica. (1301–1400).
- Canso n° VII: Siebte bis neunte Strophe « Del vers vos dig que mais en vau », Handschrift « C », BnF, français 856, folio 231v: Digitalisat auf Gallica.(1301–1400).

I.

v01 Pus vezem de novelh florir,

v02 Pratz e vergiers reverdezir,

v03 Rius e fontanas esclarzir,

v04 Auras e vens,

v05 Ben deu quascus lo joy jauzir

v06 Don es jauzens.

II.

v07 D'Amor non dey dire mas be.

v08 Quar no n‘ai ni petit ni re ?

v09 Quar ben leu plus no m'en cove;

v10 Pero leumens

v11 Dona gran joy qui be-n mante

v12 Los aizimens.

III.

v13 A totz jorns m'es pres enaissi

v14 Qu'anc d'aquo qu'amiey non jauzi

v15 Ni o faray ni anc no fi.

v16 Qu'az esciens

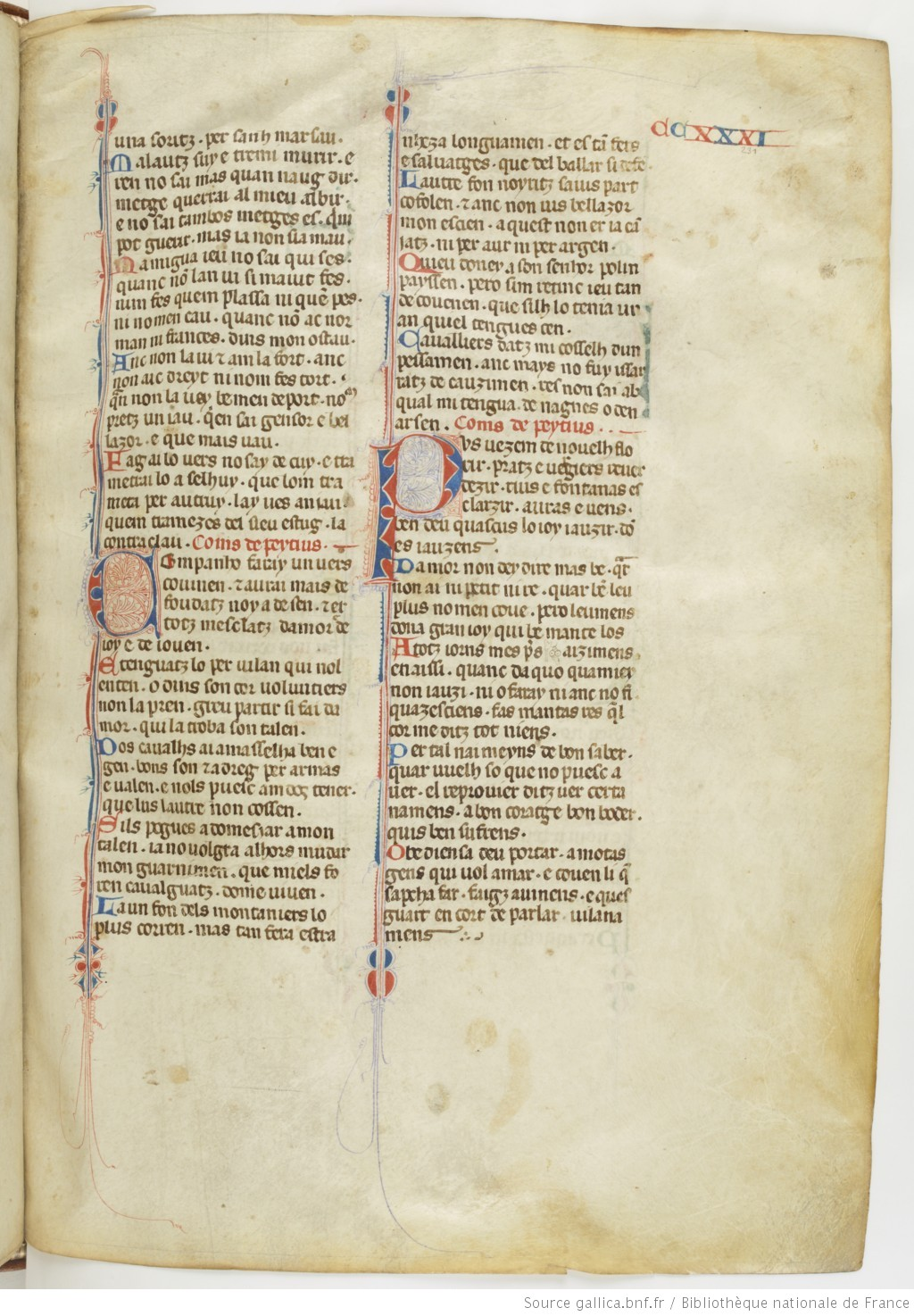
Canso n° VII: Erste bis sechste Strophe « Pus vezem de novelh florir ». Handschrift « C », BnF, français 856, folio 231r:. (1301–1400).
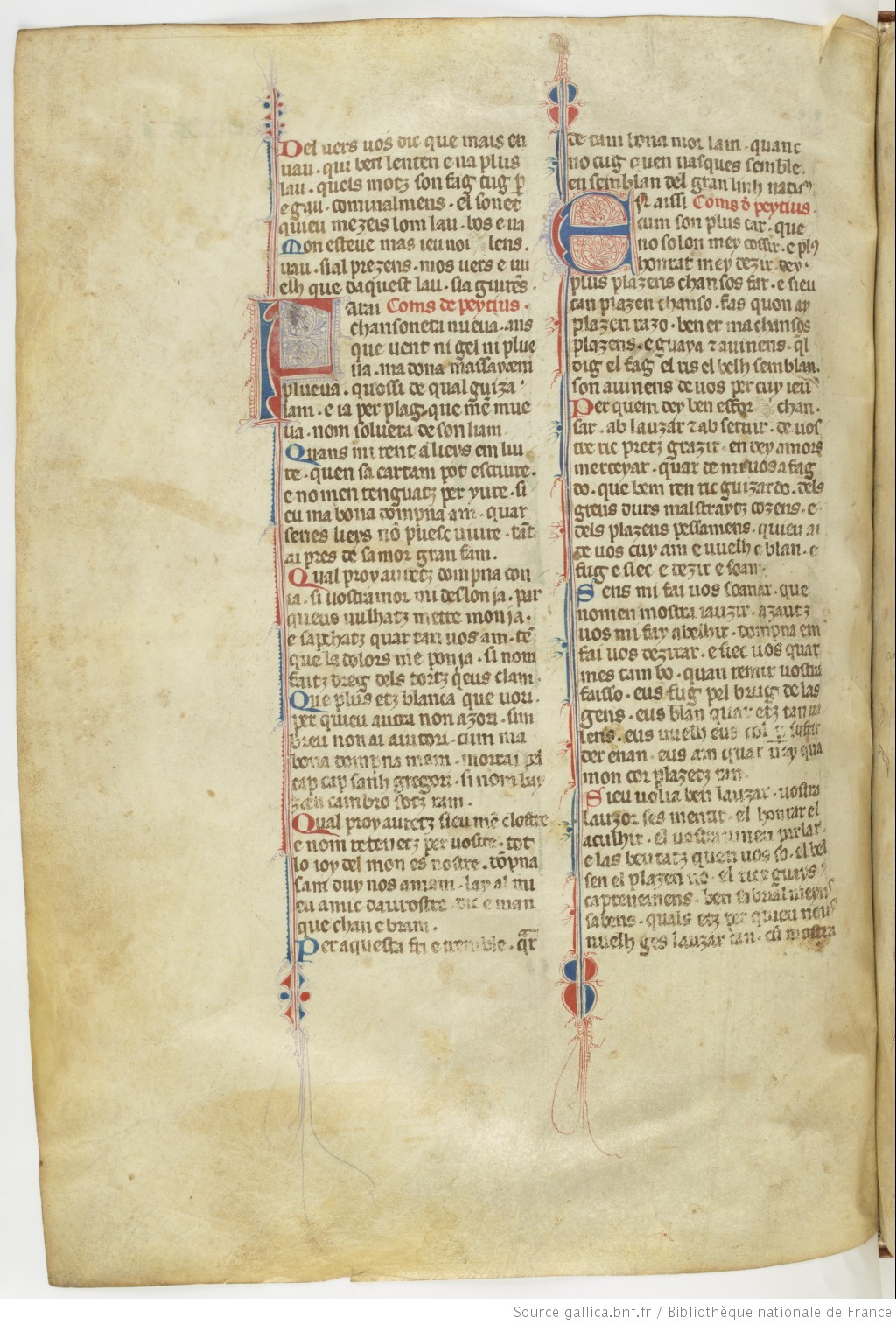
Canso n° VII: Siebte bis neunte Strophe « Del vers vos dig que mais en vau », Handschrift « C », BnF, français 856, folio 231v: .(1301–1400).

v17 Fas maintas res que-l cor me di :

v18 « Tot es niens. »

IV.

v19 Per tal n'ai meyns de bon saber

v20 Quar vuelh so que no puesc aver,

v21 E si-l reproviers me ditz ver,

v22 Certanamens:

v23 « A bon coratge bon poder,

v24 Qui's ben suffrens. »

V.

v25 Ja no sera nuils hom ben fis

v26 Contr'Amor, si non l'es aclis,

v27 Et als estranhs et als vezis

v28 Non es consens,

v29 Et a totz sels d'aicels aizis

v30 Obediens

VI.

v31 Obediensa deu portar

v32 A motas gens qui vol amar,

v33 E coven li que sapcha far

v34 Faigz avinens,

v35 E que-s gart en cort de parlar

v36 Vilanamens.

VII.

v37 Del vers vos dig que mais en vau

v38 Qui ben l'enten ni plus l'esgau,

v39 Que-l mot son fag tug per egau

v40 Cominalmens,

v41 E-l sonetz, qu'ieu mezeis m-en lau,

v42 Bos e valens.

VIII.

v43 A Narbona, mas ieu no-i vau,

v44 Sia-l prezens

v45 Mos vers, e vuelh que d'aquest lau

v46 M Sia guirens.

IX.

v47 Mon Esteve, mas ieu no-i vau,

v48 Sia-l prezens

v49 Mos vers e vuelh que d'aquest lau

v50 Sia guirens.
I.

Da wir es von neuem erblühen sehen,

Wiesen und Obstgärten ergrünen wieder,

Flüsse und Brunnen erglänzen,

Lüfte und Winde,

Ein jeder möge ich sich der Lust erfreuen

Die er genießen will.

### Biographien
- Pierre Bec: Le comte de Poitiers. Premier troubadour à l'aube d'un verbe et d'une érotique. PULM – Presses universitaires de la Méditerranée 2004, ISBN 978-2-84269-643-6.
- Philipp August Becker: Drei Daten aus dem Leben und Dichten des ältesten Troubadours. In: Romanische Forschungen, 60. Bd., 3. H. (1948), S. 447–458: Volltext bei JSTOR
- Jean Boutière und Alexander Herman Schutz: Biographies des Troubadors. Textes provençaux des XIIIe et XIVe siècles, Toulouse 1950, Neuauflage 1972, ISBN 0-8337-4000-8.
- Camille Chabaneau: Les biographies des troubadours en langue provençale, Edouard Privat Toulouse, 1885, Reprint Laffitte Marseille, 1975: Volltext auf Gallica
- Michel Dillange: Les comtes de Poitou: Ducs d'Aquitaine (778-1204). Geste UPCP 1995, ISBN 978-2-910919-09-2.

Guillaume IX d'Aquitaine : Le Duc troubadour. Geste éditions 2002, ISBN 978-2-84561-059-0.
- Bernard Félix: Guillaume le Troubadour : Duc d'Aquitaine fastueux et scandaleux. Aubéron 2002, ISBN 978-2-84498-024-3.
- Léon Palustre: Histoire de Guillaume IX dit le troubadour, duc d'Aquitaine, Honoré Champion 1882:Volltext – auf Internet Archive.
- Jean-Charles Payen: Le Prince d’Aquitaine. Essai sur Guillaume IX, son oeuvre et son érotique. Honoré Champion 2000, ISBN 978-2-85203-080-0.
- Alfred Richard: Histoire des comtes de Poitou 778-1204. 2 Bde., Picard Paris 1903auf Gallica

### Chronisten
- Ordericus Vitalis: Historiæ Ecclesiasticæ Libri tredicim.
- Wilhelm von Malmesbury: De gestis Regum Anglorum Libri Quinque.

### Bibliographien, Handschriften, Autorschaft

#### Bibliographien
- Alfred Jeanroy: Bibliographie sommaire des chansonniers provençaux (manuscrits et éditions), Honoré Champion, Paris 1916 Volltext auf Internet Archive
- Alfred Pillet, Henry Carstens: Bibliographie der Troubadours (Kürzel: BdT), Max Niemeyer Halle 1933. Ristampa anastatica dell'edizione Halle (Saale), Max Niemeyer Verlag, 1933, a cura di Paolo Borso e Roberto Tagliani. Ledizioni Milano 2013, ISBN 978-88-95994-64-2. 460 Trobadore sind hier namentlich aufgelistet und in alphabetischer Reihenfolge durchnummeriert von 1 Ademar bis 460 Vescoms de Torena. Der „Graf von Poitiers“, « lo coms de Peiteus »(sic), also Wilhelm IX., trägt die Nummer 183.
- Robert A. Taylor: A Bibliographical Guide to the Study of Troubadours and Old Occitan Literature. Research in Medieval Culture, Western Michigan University, 1937, Neue Auflage 2015, ISBN 978-1-58044-215-2, Google Books

#### Handschriften
Quellen des Textcorpus der Wilhelm IX. zugeschriebenen Cansos bilden die Handschriften (C, D, E, I, K, N, N2, R, V, a1, a2 und α). Es handelt sich bei diesen Handschriften um Chansonniers, um Anthologien provenzalischer Lieder, die erst circa 200 Jahre nach dem Tode des Herzogs entstanden sind.
- Handschrift « C », BnF, fr. 856, folio 10r; digitalisiert auf Gallica.
- Canso n° V in Handschrift « C », BnF, fr. 856, folio 232r; digitalisiert auf Gallica — In Handschrift « C » fehlen die Strophen I, II und IV. Dagegen findet sich in Handschrift « C » ein von ms. V, N und N2 abweichender, sechs Verse umfassender « Envoi ».
- Canso n° VII in Handschrift C, BnF fr. 856, folio 231r digitalisiert auf Gallica
- Jacques Monfrin: Notes sur le chansonnier provençal « C », Bibl. Nat. fr. 856. In: Recueil de Travaux offerts offerts à M. Clovis Brunel, Paris 1955, Band II, S. 292–312. (Die Handschrift « C » ist die Hauptquelle der Jeanroyschen Edition. Es enthält die Lieder n° I, IV, V, VI, VII, VIII, IX und XI).

#### Autorschaft, Editionskritisches
- George T. Beech: L'attribution des poèmes du comte de Poitiers à Guillaume IX d'Aquitaine. In: Cahiers de civilisation médiévale Band 31 (1988) S. 3–16: Volltext online.

### Editionen
- Alfred Jeanroy: Les chansons de Guillaume IX, duc d'Aquitaine (1071–1127), Honoré Champion Paris (1913, 1927) 1964, deuxième édition revue. (Anmerkung: A. Jeanroy traute sich nicht, die obszönen Stellen des schlüpfrigen Gedichts n° V zu übersetzen.)
- Gerald A. Bond: The Poetry of William VII, Count of Poitiers, IX Duke of Aquitaine. Edited and translated by Gerald A. Bond. Garland Publishing Co., New York 1982, ISBN 978-0-8240-9441-6.
- Werner Dürrson: Wilhelm von Aquitanien. Gesammelte Lieder, Verlag Die Arche, Zürich 1969 (zweisprachig, Nachdichtung der Cansos ins Deutsche).
- Nicolò Pasero: Guglielmo IX. Poesie. Edizione critica a cura di Nicolò Pasero. S.T.E.M.-Mucchi, Modena 1973.

### Musikologie
- Friedrich Gennrich: Troubadours, trouvères, Minne- und Meistergesang. Das Musikwerk, Heft 2 der Beispielsammlung zur Musikgeschichte, Herausgeber Karl Gustav Fellerer, Arno Volk Köln 1951.

### Philologische Sekundärliteratur
- Michael Bernsen: Die Problematisierung lyrischen Sprechens im Mittelalter. Eine Untersuchung zum Diskurswandel der Liebesdichtung von den Provenzalen bis zu Petrarca. In: Beihefte zur Zeitschrift für romanische Philologie Band 313, 2001, ISBN 3-484-52313-1, S. 66/67, Google Books.
- Erich Köhler: Trobadurlyrik und höfischer Roman. Aufsätze zur französischen und provenzalischen Literatur des Mittelalters. Neue Beiträge zur Literaturwissenschaft, Band 15, Gebundene Ausgabe. Rütten & Loening Berlin 1962.
- Leo Pollmann: Dichtung und Liebe bei Wilhelm von Aquitanien. In: Zeitschrift für romanische Philologie Band 78 (1962) S. 326–357.
- Pio Rajna: Guglielmo, conte di Poitiers, trovatore bifronte. In: Festschrift A. Jeanroy, Paris 1928, S. 349–360.
- Dietmar Rieger: „Der vers de dreyt nien.“ Wilhelms IX. von Aquitanien: rätselhaftes Gedicht oder Rätselgedicht? Untersuchung zu einem „Schlüsselgedicht“ der Trobadorlyrik. Reihe: Sitzungsberichte der Heidelberger Akademie der Wissenschaften, Philosophisch-historische Klasse, Jg. 1975, Abh. 3. Carl Winter Heidelberg 1975, ISBN 3-533-02392-3.
- Dietmar Rieger (Hrsg. und Übers.): Mittelalterliche Lyrik Frankreichs I. Lieder der Trobadors. Provenzalisch / Deutsch. Reclam Universal-Bibliothek 7620, Stuttgart 1980 (Wilhelm: 5 Lieder, S. 16–39; dazu Kommentare S. 234–243), ISBN 3-15-007620-X.
- Maria Stasyk: Sprache und Werke von vier Trobadors im Licht der Forschung unter besonderer Berücksichtigung fremdsprachlicher und dialektaler Einflüsse. Dissertation Universität Siegen, Dezember 2006: Volltext Server der Universität Siegen.

#### Zum Gedicht n° V: Vom „stummen“ Pilger und dem roten Kater“
- Dietmar Rieger (Hrsg. und Übers.): Mittelalterliche Lyrik Frankreichs I. Lieder der Trobadors. Provenzalisch / Deutsch. Reclam Universal-Bibliothek 7620, Stuttgart 1980, ISBN 3-15-007620-X, S. 29–35 und S. 239–241.
- Erich Köhler: Wilhelm IX., der Pilger und die rote Katze. In: Mélanges de langue et de littérature médiévales : offerts à Pierre Le Gentil par ses collègues, ses élèves et ses amis, Paris: S.E.D.E.S., 1973, S. 421–434 Volltext – auf freidok.uni-freiburg.de.
- Rita Lejeune: L'extraordinaire insolence du troubadour Guillaume IX d'Aquitaine. In: Mélanges de langue et de littérature médiévales : offerts à Pierre Le Gentil par ses collègues, ses élèves et ses amis, Paris: S.E.D.E.S., 1973, S. 485–503.
- René Nelli: L’Érotique des Troubadours, Privat Toulouse 1997, ISBN 978-2-7089-8607-7.
- Charles Oulmont: Les débats du clerc et du chevalier dans la littérature poétique du moyen âge. Étude historique et littéraire suivie de l'édition critique des textes et ornée d'un fac-similé. Champion Paris 1911. Volltext auf Internet Archive.
- Alan R. Press: Quelques observations sur la chanson V de Guillaume IX: Farai un vers pos mi sonelh. In: Etudes de civilisation médiévale: (9.-12. siècles): Mélanges offerts à Edmond-René Labande. Poitiers: CESCM 1974, S. 603–609.
- Michel Stanesco: L'étrange aventure d'un faux muet : blessures symboliques et performances sexuelles dans un poème de Guillaume IX d'Aquitaine. In: Cahiers de civilisation médiévale, 32e année (n°126), Avril-juin 1989, S. 115–124 Volltext auf Persée.
- Patrice Uhl: Un chat peut en cacher un autre: autour d'une interprétation 'sans difficulté' de Henri Rey-Flaud et de Jean-Charles Huchet. Neophilologus 75., 1991, S. 178–184.
- François Zuffery: Les exploits du Comte de Poitiers sous les rayons ultraviolets. In: Cultura Neolatina (CN), 53 (1993), S. 135–149.

##### Zum Problem der „arabischen“ Verse in der Canso n° V
- Gerold Hilty, Frederico Corriente Córdoba: La fameuse cobla bilingue de la Chanson V de Guillaume IX. Une nouvelle interprétation. In: Vox Romanica. Band 65, 2006, S. 66–71 (PDF; 90,05 kB).
- István Frank: « Babariol-Babarian » dans Guillaume IX. (Notes de philologie pour l'étude des origines lyriques, I). In: Romania, tome 73 n°290, 1952, S. 227–234: Volltext auf Persée. [Anmerkung: István Frank ist der Skeptiker].
- Évariste Lévi-Provençal: Arabica occidentalia, II: Les vers arabes de la chanson Vde Guillaume IX d’Aquitaine. In: Arabica, 1(1954), p.208-211 Volltext auf JSTOR
- Patrice Uhl: Farai un vers, pos mi sonelh : la version du chansonnier C (B.N.,Fr. 856), la cobla bilingue et le problème du « lati » ou « Tarrababart saramahart » dans Guillaume IX d'Aquitaine. In: Cahiers de civilisation médiévale, 33e année (n°129), Janvier-mars 1990, S. 19–42: Volltext – auf Persée
- Patrice Uhl: Guillaume IX d'Aquitaine et la sorcellerie de Babel: A propos des vers arabes de la chanson V (MS. C). In: Arabica, 38 (1991), S. 19–39.
- Paul Zumthor: Un problème d'esthetique médiéval: l'utilisation poétique du bilinguisme. In: Le Moyen Âge, LXVI (1960), S. 301–336. und S. 561–594. auf Gallica.

#### Zum Gedicht n° VII: „Frühlingserwachen“
- Heinz Bergner (Hrsg.): Lyrik des Mittelalters I.Probleme und Interpretation. Darin: Dietmar Rieger: Pos vezem de novel florir. Reclam 7896, Stuttgart 1983, ISBN 978-3-15-007896-9, S. 252–264.
- Dietmar Rieger: Guillaume IX d'Aquitaine et l'idéologie troubadouresque. Remarques sur l'emploi des noms propres chez le «premier » troubadour. In: Romania, tome 101 n°404, 1980, S. 433–449, insbesondere ab S. 435. doi:10.3406/roma.1980.2036 — Volltext auf Persée.
- Sergio Vatteroni: « Tot es nienz ». Per l'interpretazione di « Pos vezem de novelh florir » di Guglielmo IX d'Aquitania. In: Romanistische Zeitschrift für Literaturgeschichte, 17 (1993), S. 26–39.

### Zur Ursprungsfrage der Trobadordichtung
- George T. Beech: Troubadour Contacts with Muslim Spain and Knowledge of Arabic : New Evidence Concerning William IX of Aquitaine. In: Romania Band 113, n° 449-450, 1992, S. 14–42: Volltext.
- Pierre Le Gentil: La strophe zadjalesque, les khardjas et le problème des origines du lyrisme roman (premier article). In: Romania, tome 84 n°333, 1963, S. 1–27; Erster Teil — auf Persée.
- Pierre Le Gentil: La strophe zadjalesque, les khardjas et le problème des origines du lyrisme roman (deuxième article). In: Romania, tome 84 n°334, 1963, S. 209–250; Zweiter Teil — auf Persée.
- E. Perkuhn: Die arabische Theorie und die Ursprungsfrage der Troubadourkunst. In: Studia Musicologica Academiae Scientiarum Hungaricae, T. 15, Fasc. 1/4 (1973), S. 129–139: Volltext auf JSTOR.
- Samuel Miklos Stern: Les vers finaux en espagnol dans les muwassahs hispano-hébraïques. Une contribution à l'histoire du muwassah et à l’étude du vieux dialecte espagnol 'mozarabe' . In: Al-Andalus Revista de las escuelas de estudios árabes de Madrid y Granada, XII (1948), S. 299–346.

### Kulturgeschichtliches
- Ilija Trojanow und Ranjit Hoskoté: Für ein Lied und einen Tanz. In: Kampfabsage. Kulturen bekämpfen sich nicht, sie fließen zusammen. 2. Auflage. Fischer Taschenbuch 2016, ISBN 978-3-596-29610-1: Google Books – (Über Wilhelms Begegnung mit der maurischen Kultur in al-Andalus. – Als ideologischer Gegenentwurf zu Samuel P. Huntingtons These vom Kampf der Kulturen konzipiert.)
- Marilyn Yalom: How the French Invented Love. Nine Hundred Years of Passion and Romance Harper Perennial 2012, ISBN 978-0-06-204831-8.

Wie die Franzosen die Liebe erfanden. 900 Jahre Leidenschaft, Graf Verlag 2013, ISBN 978-3-86220-038-2. Darin: 1. Kapitel 1 Die Minne — Wie die Franzosen die höfische Liebe erfanden. (eingeschränkte Vorschau in der Google-Buchsuche)

### Das Projekt „Corpus des Troubadours“
- Ein Projekt des Institut d’Estudis Catalans: „Corpus des Troubadours“ (deutsch)
- Materialien über Guilhem de Peitieu innerhalb des Projekts „Corpus des Troubadours“

### Musikalischer Vortrag in altokzitanischer Sprache
- Canso n° V Farai un vers pos mi sonelh – Ensemble für Frühe Musik Augsburg, Camino de Santiago (YouTube-Video)
- Cano n° VII Pus vezem de novelh florir – auf start-mp3.su